# 회계용 소프트웨어

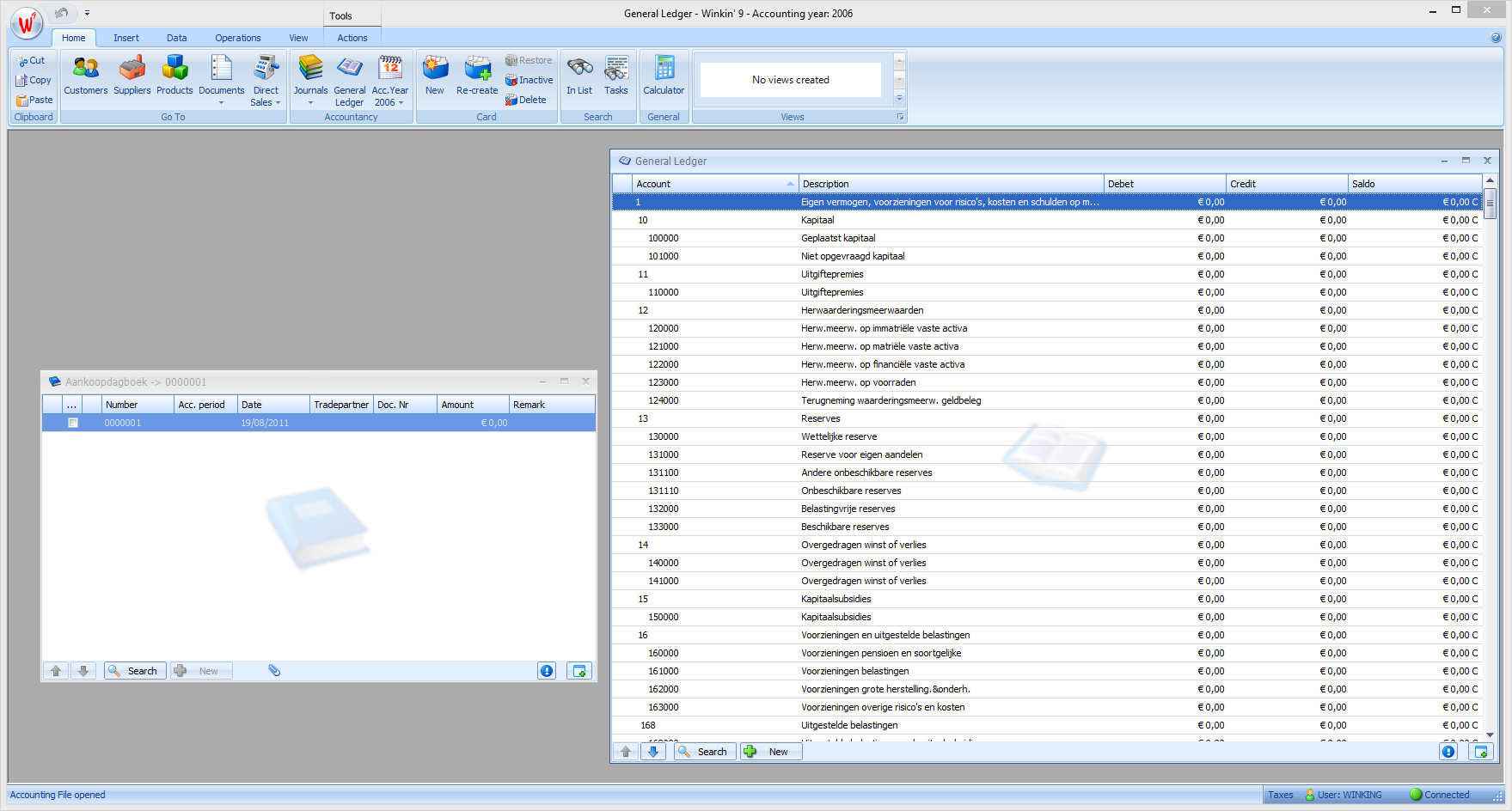
벨기에 회계 프로그램의 총계정원장의 예

회계용 소프트웨어 또는 회계 소프트웨어(accounting software)는 거래 및 계좌 잔액 기록을 포함하여 컴퓨터에 장부를 유지하는 컴퓨터 프로그램이다. 가상 사고에 따라 달라질 수 있다. 목적에 따라 소프트웨어는 예산을 관리하고, 여러 통화에 대한 회계 작업을 수행하고, 급여 및 고객 관계 관리를 수행하고, 재무 보고를 준비할 수 있다. 회계 기능을 컴퓨터에 구현하는 작업은 전자 데이터 처리 초기로 거슬러 올라간다. 시간이 지남에 따라 회계 소프트웨어는 기본 회계 운영 지원에서 실시간 회계 수행, 재무 처리 및 보고 지원으로 혁신을 이루었다. 클라우드 회계 소프트웨어는 2011년 처음 도입됐으며, 모든 회계 기능을 인터넷을 통해 수행할 수 있게 됐다.

## 같이 보기
- 회계
- 복식부기
- 전사적 자원 관리